# Irmeli Niemi
Helmi Irma (Irmeli) Niemi, född 3 februari 1931 i Helsingfors, död 27 maj 2008 i Sagu, var en finländsk litteraturvetare. Hon var dotter till kompositören Taneli Kuusisto. 
Niemi blev filosofie doktor 1964 samt var vid Åbo universitet biträdande professor 1971–1978 och professor i allmän litteraturvetenskap 1978–1990. Hon publicerade arbeten om modern teater, av vilka kan nämnas Nykydraaman ihmiskuva (1969) och Nykyteatterin juuret (1975). Hon skrev även flera böcker om Maria Jotuni och hennes författarskap.